# Shadows in the Storm
Shadows in the Storm és una pel·lícula de drama/thriller estatunidenca del 1988 dirigida per Terrell Tannen i protagonitzada per Mia Sara, Ned Beatty, Michael Madsen i Troy Evans.

## Trama
Thelonious Pitt, un home de negocis somiador, va als boscos de Redwood de Califòrnia. Allà coneix una bella dona, Melanie. Sembla la dona que ha estat veient en els seus somnis.
Al riu a la nit, quan el marit de Melanie els troba, ataca Thelonious fins que Melanie treu una pistola i dispara tres trets al seu marit. El seu cos va al riu. És llavors quan comença el malson.

## Repartiment
- Ned Beatty com a Thelonious Pitt
- Mia Sara com a Melanie
- Michael Madsen com a Earl
- Donna Mitchell com Elizabeth
- James Widdoes com a Víctor
- Joe Dorsey com a Birkenstock (Joe Dorcey)
- William Bumiller com a Terwilliger
- Peter Fox com a secretari de l'hotel
- Troy Evans com el detectiu Harris
- Bob Gould com a vareta de detectiu
- Tracy Brooks Swope com a Mercy
- Ramon Angeloni com a ajudant de Birkenstock
- Marta Goldstein com la núvia de Terwilliger

## Recepció
Fred Haeseker del Calgary Herald va qualificar la pel·lícula com "una punyalada contundent a una pel·lícula negra tradicional de Califòrnia" i que "suscita no tant una amenaça espantosa com un tedi sense alleujar."